# Anselmo Alliegro
Anselmo Alliegro y Milá, född 8 december 1899 i Yaguajay i Kuba, död 22 november 1961 i Miami i USA, var Kubas interimspresident under en dag 1-2 januari 1959 sedan Fulgencio Batista lämnat landet. Han var även Kubas premiärminister från 6 mars till 10 oktober 1944.